# 奥林达玫瑰圣母堂

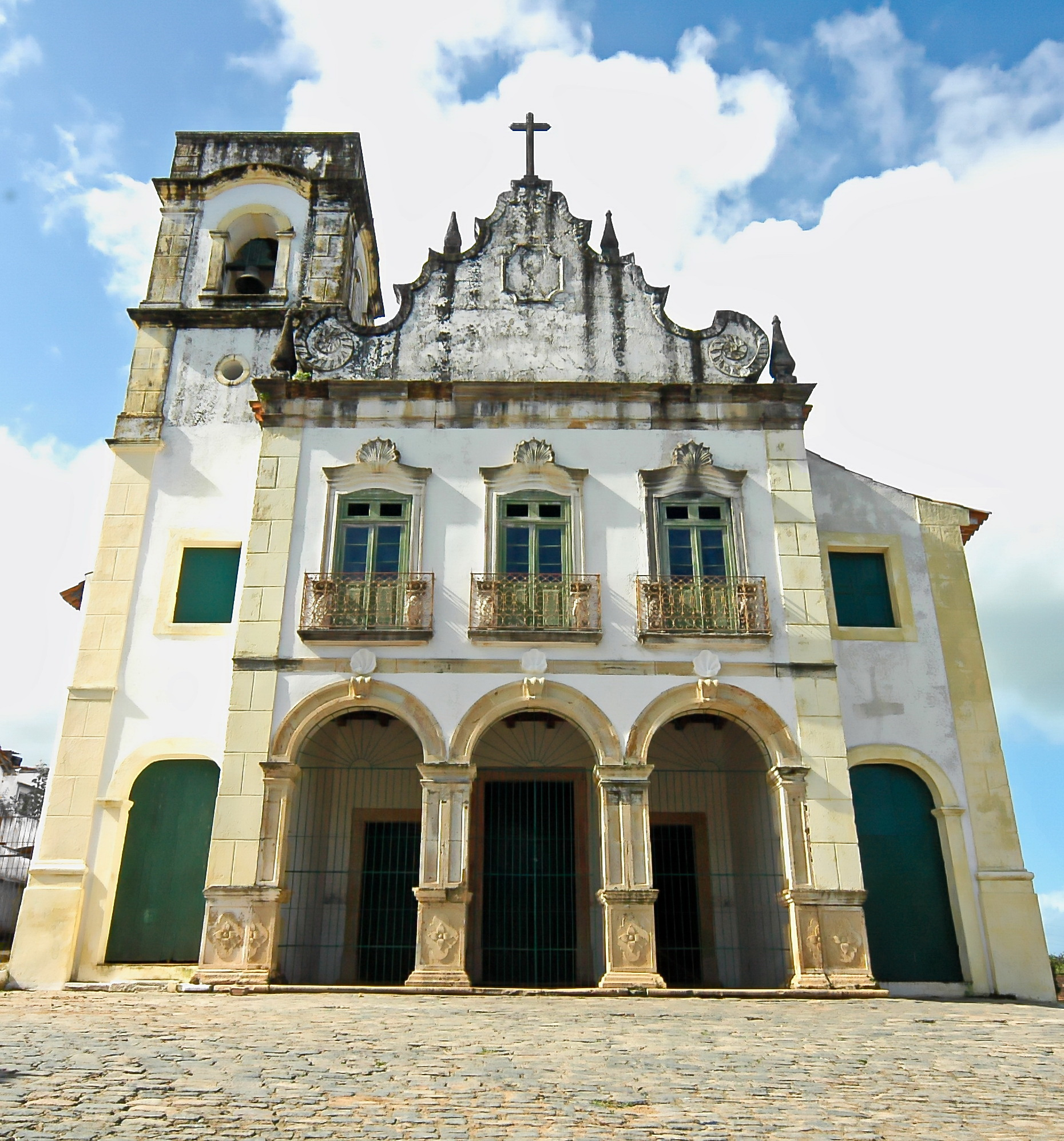

奥林达玫瑰圣母堂（葡萄牙语：Igreja de Nossa Senhora do Rosário dos Homens Pretos）是一座罗马天主教教堂，位于巴西伯南布哥州奥林达。这是巴西全国的第一座属于黑人兄弟会的教堂。

## 历史
奥林达黑人兄弟会可追溯到16世纪中叶，而该堂自1627年见于记载。
他们举行了“congada”节，试图抢救非洲宗教节日。